# 宋海秋
宋海秋，名波，字海秋，山东莱阳人，中国共产党党员，今烟台市第一个农村党支部“中共石龙沟村支部”的创立者。

## 生平
宋海秋出生于山东省莱阳县水口村（今烟台市莱阳市万第镇水口村），该村也是莱阳第一个共产党员宋海艇的家乡。1925年11月，已经加入中国共产党的宋海艇受党组织派遣回到莱阳开展活动，以教学为掩护，至翌年春先后发展了附近各村的8名小学教员入党，其中便包括时任万第村小学教员的宋海秋。
1927秋，宋海艇被军阀张宗昌下令通缉，被迫将工作交给宋海秋负责，自己离开莱阳去烟台等地躲避。1927年12月，中共山东省委委命李伯颜、孙耀臣回家乡莱阳建立党组织，发展武装力量，建立苏维埃政权。1928年1月，李伯颜与宋海秋等人接上关系。2月，山东省委要求各地扩充党员数量，李伯颜派宋海秋到石龙沟村成立了中共石龙沟村支部委员会。

## 备注
1. ↑  原莱阳县第一个农村党支部中共前保驾山村支部委员会后随莱西市被划入青岛市